# A Bela Moleira
La bella mugnaia (em português, A bela moleira) é um filme italiano de 1955, dirigido por Mario Camerini. Foi filmado em Cerreto Sannita, San Lorenzello e em Guardia Sanframondi.

## Elenco
- Vittorio De Sica .... Don Teofilo
- Sophia Loren .... Carmela
- Marcello Mastroianni .... Luca
- Paolo Stoppa .... Gardunia
- Yvonne Sanson .... Donna Dolores
- Mario Passante
- Carlo Sposito
- Virgilio Riento .... Salvatore

## Outras versões

### Teatro
- El sombrero de tres picos, balê de Manuel de Falla

### Cinema
- 1934 : Il cappello a tre punte, de Mario Camerini, com Edoardo De Filippo, Peppino De Filippo, Leda Gloria e Dina Perbellini
- 1934 : La traviesa molinera, de Harry D'Abbadie D'Arrast e Ricardo Soriano, com Eleanor Boardman
- 1954 : La picara molinera, de León Klimovsky, com Mischa Auer e Felix Acaso